# لينارت صامويلسون
لينارت صامويلسون (بالسويدية: Lennart Samuelsson)‏ (7 يوليو 1924 بوروس السويد - 27 نوفمبر 2012 السويد) هو لاعب كرة قدم سويدي سابق كان يلعب كمدافع، لعب خلال مسيرته 45 مباراة، شارك في كأس العالم 1950.

## مسيرته

### مسيرته مع المنتخبات الوطنية
- 1950 - 1955 لعب مع منتخب السويد لكرة القدم 36 مباراة.

### مسيرته مع الأندية
- 1950 - 1951 لعب مع نادي نيس 9 مباريات.

## وصلات خارجية
لينارت صامويلسون على موقع الاتحاد الدولي (مؤرشف)  (الإنجليزية)
- لينارت صامويلسون على موقع اتحاد السويد (السويدية)
- لينارت صامويلسون على موقع قاعدة بيانات كرة القدم.إي يو (الإنجليزية)
- لينارت صامويلسون على موقع ناشيونال فوتبول تيمز (الإنجليزية)
- لينارت صامويلسون على موقع Soccerway.com (الإنجليزية)
- لينارت صامويلسون على موقع أوليمبيديا (الإنجليزية)
- لينارت صامويلسون على موقع اللجنة الأولمبية السويدية (السويدية)